# Litan : La Cité des spectres verts
Pour plus de détails, voir Fiche technique et Distribution.
Litan : La Cité des spectres verts est un film français réalisé par Jean-Pierre Mocky, sorti en 1982.

## Synopsis
Durant le carnaval de Litan, petite cité montagneuse et brumeuse, Nora a le sommeil troublé par un cauchemar. À son réveil, une voix mystérieuse lui donne rendez-vous au téléphone, ce qui commence une course-poursuite à travers le village, Nora revivant tous les points forts de son cauchemar. Les gens deviennent fous. De plus, à Litan, l'eau recèle d'étranges « spectres verts », des vers luisants qui attaquent et désagrègent instantanément les humains par contact.

## Fiche technique
- Titre : Litan : La Cité des spectres verts
- Réalisation : Jean-Pierre Mocky
- Scénario : Jean-Claude Romer, Jean-Pierre Mocky, Patrick Granier, Scott Baker et Suzy Baker
- Musique : Nino Ferrer
- Photographie : Edmond Richard
- Lieux de tournage : Annonay, Grotte de la Cocalière, Senlis[réf. nécessaire]
- Dates de sortie : France : 24 février 1982
- Genre : Horreur, fantastique
- Affiche : Jean Mascii (France)

## Distribution
- Marie-José Nat : Nora
- Jean-Pierre Mocky : Jock
- Nino Ferrer : le docteur Steve Julien
- Marysa Mocky : Estelle Servais
- Bill Dunn : Cornell
- Georges Wod : Bohr
- Dominique Zardi : le chef des fous
- Sophie Edelmann : Mlle Bohr
- Terence Montagne : Éric Bohr
- Roger Lumont : le commissaire Bolek
- Micha Bayard : Mme Mirral
- Jean Abeillé : un infirmier
- Gérard Courant : un fou
- Jean-Claude Rémoleux : Thiraudet
- Patrick Granier : le policier
- Sophie Moyse : la femme qui cherche son mari à la mairie
- François Toumarkine : le chef des cochons

## Distinctions
- Prix de la critique au Festival international du film fantastique d'Avoriaz 1982

## Autour du film
- C'est le premier film de la longue collaboration entre Edmond Richard (directeur de la photo qui a notamment travaillé sur Le Procès, Le Fantôme de la liberté ou La Soupe aux choux), et Jean-Pierre Mocky. Il feront une vingtaine de films après celui-ci.
- Il s’agit de la dernière apparition au cinéma de Nino Ferrer.
- Prix de la critique au festival d'Avoriaz, il aurait été moqué en tribune par John Boorman et Brian de Palma, membres du Jury. Georges Lautner les aurait rappelés à l’ordre. Mocky se sert de cet incident pour faire la promotion de son film dans une des bandes-annonces du film.
- Divers second-rôles récurrents dans la filmographie de Mocky sont présents dans le film. On relèvera Dominique Zardi, Roger Lumont, Jean Abeillé ou encore Jean-Claude Rémoleux.